# Istensegíts
Istensegíts (románul: Țibeni) település Romániában, Bukovinában, Suceava megyében.

## Fekvése
A Suceava folyó bal partján, Radóctól északkeletre fekvő település.

## Története
Istensegíts falut 1776-ban csíki székelyek alapították, akik a madéfalvi veszedelem után menekültek Moldvába.
A lakosság Fogadjisten településsel együtt Mártonffi Mór kezdeményezésére érkezett Somoskáról temploma irataival együtt.
Az első 80 család odaérkezésük után a Kopasz hegy lábánál telepedett le, de a tavaszi hóolvadások, árvizek miatt hamarosan néhány km-rel arrébb kellett költözniük.
A falu lakossága 1824-ben 1327, 1877-ben pedig már 4000 fő volt. 1910-ben 2992 lakosának kb. 93%-a székely magyar.
1883-ban a bukovinai székelyek hazatelepítéséért indított mozgalom hatására több család elköltözött innen az Al-Duna mellé, Székelykevére. Az ide költözött Ambrus, Barabás, Bartis, Béres, Bot, Borbandi, Bőte, Dudli, Domokos, Faluközi, Finnya, Fülöp, Győrfi, János, Kató, Lovász, Magyaros, Makrai, Miklós, Nagy, Nyistor, Pék, Sánta, Szabo, Szász, Szőte, Tamás, Tusa, Urkon és Váncsa családok nevei maradtak fenn.
1890-1910 között újabb kivándorlási hullám hatására több család vándorolt Kanadába, ahol a telepesek megalapították az ottani Istensegíts nevű települést.
Istensegíts templomában és iskolájában magyar volt a nyelv. 1919-ben azonban az iskola magyar tanítóit nyugdíjazták, illetve elbocsátották, helyükre a Regátból román tanítókat küldtek.
1941-ben a magyar lakosság nagy részét áttelepítették a visszacsatolt Bácskába, ahol 8 helyre 899 család telepedett le; Istensegíts (Lipár) 314, Istenfölde (Milesevo) 89, Istenáldás (Nyegusevo) 124, Istenes (Radivojevicevo) 132, Adjisten (Karkatur) 52, Istenhozott (Srednjisalas) 60, Istenvelünk (Nova crvenka) 102, Székelytornyos (Sveticevo) 26 családdal alapítottak önálló települést, ahol 1944-ig éltek, ekkor menekülniük kellett. Magyarországon, a Dunántúlon – Baranya és Tolna vármegyében – jórészt a kitelepített svábok házaiban telepedtek le.
A Pallas nagy lexikona írta a településről: "falu Szeret bukovinai kerületi kapitányság ugyanily nevü j.-ában, vasut mellett, 2701 lakossal, akik közt mintegy 2000 csángó, plébániával, postával és népiskolával."

## Itt születtek, itt éltek
- László "Pali" János néprajzkutató itt született 1878. május 16-án .
- Lőrincz Vitus festőművész itt született 1933. szeptember 22-én.
- Sántha Alajos - író itt született 1914. február 2-án.